# Laguna Verde (sjö i Bolivia)
Laguna Verde är en sjö i Bolivia.   Den ligger i departementet Potosí, i den södra delen av landet, 500 km sydväst om huvudstaden Sucre. Laguna Verde ligger 4 323 meter över havet. Arean är 1,7 kvadratkilometer. Den sträcker sig 4,5 kilometer i nord-sydlig riktning, och 5,1 kilometer i öst-västlig riktning.
Trakten runt Laguna Verde är ofruktbar med lite eller ingen växtlighet. Trakten runt Laguna Verde är nära nog obefolkad, med mindre än två invånare per kvadratkilometer.